# Ляскин, Николай Николаевич
Николай Николаевич Ляскин (род. 28 мая 1982, Москва) — российский политический и общественный деятель, эксперт «Фонда борьбы с коррупцией», член партии «Россия будущего», создатель проекта «Чистый воздух».

## Биография
Родился 28 мая 1982 года в городе Москва. В 2005 году окончил Московский государственный институт электроники и математики. В 2012 году окончил Российский государственный профессионально-педагогический университет по специальности «Государственное и муниципальное управление».
В 2011 году — организатор «Школы наблюдателей». Один из организаторов движения «Смена».
В 2012 — руководитель предвыборного штаба Евгении Чириковой.
В 2013 году — доверенное лицо Алексея Навального на выборах мэра Москвы. Организовал 89 уличных встреч Алексея Навального с избирателями.. В 2013 году был избран председателем регионального отделения партии «Народный Альянс» (до 19 мая 2018 года — «Партия прогресса»; до 8 февраля 2014 года — «Народный альянс»; сейчас — «Россия Будущего»).
Один из организаторов инициативной группы «Народный депутат», выдвигавшей законопроект об обязательном аудите тарифа ЖКХ.
В 2014 году — один из организаторов антивоенной акции «Марш Мира».
В июле 2015 года — один из организаторов акции «Нет выборов без выбора». Основная цель акции — привлечь внимание общественности к рассмотрению жалоб на снятие списков Демократической коалиции в Магадане и Новосибирске в ходе региональной предвыборной кампании.
С 15 марта по 31 августа 2017 года — ведущий утреннего шоу «Кактус» на YouTube-канале «Навальный LIVE»
Руководитель московского предвыборного штаба Алексея Навального на выборах президента РФ в 2018.
19 мая 2018 года вошёл в состав Центрального совета партии «Россия будущего» (до 2018 года — «Партия прогресса»).

## Общественная и политическая деятельность
Выборы в Московскую городскую думу 2014
В 2014 году выдвигался кандидатом по 20 округу на выборы в Московскую городскую думу, но снял свою кандидатуру, так как необходимое количество подписей собрано не было.
15 января 2014 года в Новокосино прошла встреча жителей с главой управы, которая была посвящена строительству гостиницы для мигрантов. После того, как жители окружили машину главы, полиция начала задержания. Среди задержанных был Николай Ляскин..
Выборы в Государственную думу 2016
В 2016 года выдвинулся на выборах в Государственную Думу осенью 2016 года от Бабушкинского округа 196 от партии ПАРНАС. Занял 4-е место, набрав 8,07 %. Его соперниками были президент Академии государственной противопожарной службы МЧС Иван Тетерин и экс-председатель партии «Яблоко» Сергей Митрохин.
Партия «Россия будущего»
- В действующем составе Центрального совета партии «Россия будущего»[15]
- Член Центрального совета и руководитель московского регионального отделения «Партии прогресса» (до мая 2018 года)
- Руководитель московского регионального отделения «Народный Альянс» (до февраля 2014 года)

Проект «Чистый воздух»
В марте 2020 года анонсировал сайт «Чистый воздух», с помощью сайта жители Москвы могут пожаловаться на экологическую ситуацию в своем районе и получить юридическую помощь, и телеграм-канал «Чистый воздух», в котором публикуется вся информация об экологическом протестном движении в России .

## Политическое преследование
«Дело Яндекс-кошельков» 2014 года
В 2014 году стал фигурантом уголовного дела по подозрению в совершении преступлений, предусмотренных ч. 1 ст. 141.1, ч. 4 ст. 159 УК РФ (нарушение порядка финансирования избирательной кампании, мошенничество, совершённое организованной группой в особо крупном размере). По версии СК, после регистрации Навального кандидатом на выборах мэра города Москвы, Константин Янкаускас, Николай Ляскин и Владимир Ашурков перечислили по 1 млн руб. на его избирательный счёт, после чего в интернете разместили обращения с призывом о добровольном пополнении своих электронных кошельков, с целью возмещения перечисленных денежных средств и поддержки его политической деятельности, а собранные средства были похищены.
23 мая 2014 года, через несколько дней, после объявления о желании баллотироваться на выборы в Мосгордуму, у Ляскина, Владимира Ашуркова и Константина Янкаускаса и их родственников прошли обыски. Всего обыски проходили в семи квартирах, изъяты ноутбуки, компьютеры.
11 июня 2014 Следственный комитет предъявил Николаю Ляскину и Константину Янкаускаусу обвинение в мошенничестве, совершенном организованной группой либо в особо крупном размере (часть четвёртая статьи 159 УК РФ), которая предполагает наказание до десяти лет лишения свободы, в этот же день в Пресненском суде Янкаскаус был приговорён к домашнему аресту без права пользования интернетом и телефоном до 17 июля 2014 года. По состоянию на 2020 год уголовное дело не прекращено.
Антикоррупционные протесты в России 26 марта 2017 года
27 марта 2017 года по решению Тверского суда Москвы подвергнут административному аресту на 24 суток за повторное нарушение порядка проведения акции (пункт 8 статьи 20.2 КоАП)
Субботник Навального 8 июля 2017 года
2 августа 2017 года Алексей Навальный, Леонид Волков и Николай Ляскин получили протоколы о повторном нарушении правил организации митингов за организацию «Субботника Навального» 8 июля 2017 года. 3 августа 2017 года Симоновский районный суд оштрафовал Николая на 250 тыс. рублей.
Забастовка избирателей 28 января 2018 года
29 января 2018 года Перовский районный суд признал Николая виновным по части 8 статьи 20.2 КоАП (повторное нарушение правил участия в массовой акции). Суд постановил, что политик опубликовал в своём твиттере видео, призывающее участвовать в несогласованной акции 28 января.
Единый день протеста 9 сентября 2018 года
9 сентября 2018 года в Единый день протеста Николай был задержан около своего дома, после чего доставлен в ОВД Даниловское и отпущен спустя сутки.
«Санитарное дело» 2021 года
24 января 2021, на следующий день после всероссийской акции протеста, стало известно о возбуждении «санитарного дела» — по статье о нарушении санитарно-эпидемиологических правил. 31 января 2021 Николай был задержан в качестве подозреваемого по уголовному делу о нарушении санитарно-эпидемиологических норм (статья 236 УК). 1 февраля 2021 года Басманный суд избрал ему меру пресечения в виде ограничения на определённые действия. По этому делу признан политзаключённым организацией «Мемориал».

## Нападение
15 сентября 2017 подвергся уличному нападению недалеко от офиса московского штаба Алексея Навального на выборах президента РФ в 2018.
После госпитализации у Ляскина диагностировали закрытую черепно-мозговую травму, сотрясение головного мозга, ушиб и ссадины на затылке. Полиция возбудила уголовное дело по части 1 статьи 213 УК (хулиганство).
19 сентября полиция задержала подозреваемого в нападении — 36-летнего жителя Ленинградской области Алексея Щербакова. Перед началом судебного процесса обвинение Щербакову смягчили. Статья 213 УК, по которой было возбуждено дело, предполагает до пяти лет колонии, но затем следователь переквалифицировал обвинение по статье 116 УК (побои) — она предусматривает не более двух лет лишения свободы. Приговор Щербакову: 11 месяцев исправительных работ с удержанием 10 % от зарплаты в доход государства..

### Документальные фильмы
- 2012 — «Срок» — режиссёры Алексей Пивоваров, Павел Костомаров и Александр Расторгуев.